# Obywatelskość
Obywatelskość (niem. Bürgerschaft, ang citizenship, łac. civilis) - zbiór postaw poznawczych i normatywnych wraz z odpowiadającymi im wzorcami działania, systemów wartości oraz celów stanowiących podstawę intelektualnego i emocjonalnego zaangażowania członków danej wspólnoty politycznej lub państwowej w dotyczące jej sprawy publiczne. 
Pojęcie to związane jest z internalizacją norm wynikających z tradycji i systemu wartości wspólnoty polityczno-kulturowej. Obywatelskość oznacza umiejętność wykorzystania istniejących swobód i praw bez naruszania interesu ogółu oraz rozumienie powiązań między dobrem jednostki a dobrem wspólnoty, jak również chęć do działania na jej rzecz. Obywatelskość jest nieodłączną częścią tożsamości polityczno-kulturowej jednostek. 
Historycznie oraz prawnie pojęcie obywatelskości wynika z pojęcia cnót obywatelskich, czyli stałych dyspozycji obywateli do realizacji norm i zasad takich jak: tolerancja, przestrzeganie prawa, lojalność i przyzwyczajenie się do urzeczywistniania wartości publicznych.